# آلتا (یوتا)

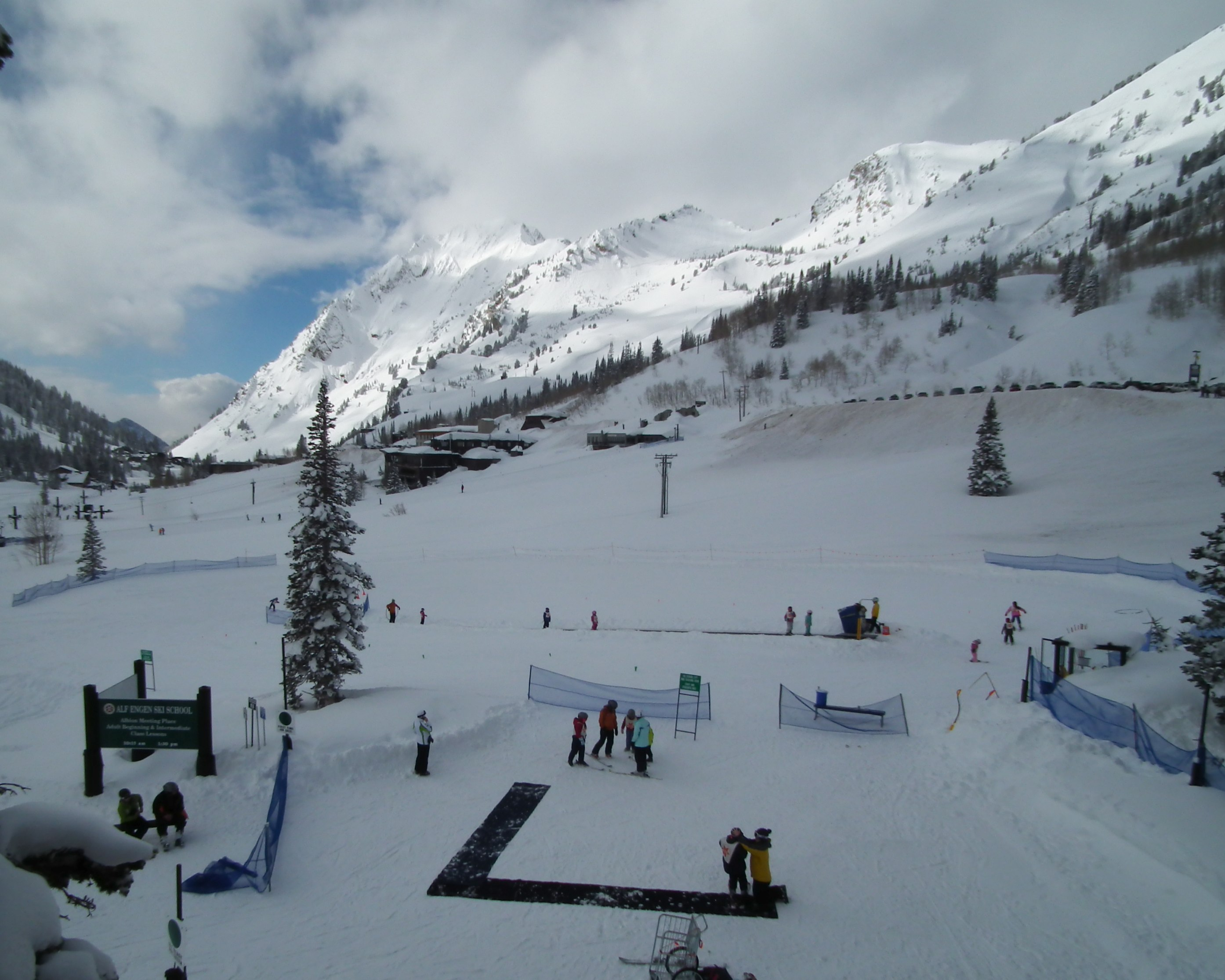
منطقهٔ اسکی آلتا و پیست آموزش اسکیFeb 21, 2011

شهرکآلتا (به انگلیسی: Alta) شهرکی توریستی و بخشی از شهرستان سالت‌لیک که خود بخشی از شهر بزرگ و پرجمعیت‌ترین سالت‌لیک‌سیتی در ایالت یوتا در کشور ایالات متحده آمریکا است. جمعیت آلتا در سرشماری سال ۲۰۱۰ میلادی، ۳۸۳ نفر بوده‌است.
آلتا همچنین در منطقهٔ اسکی آلتا قرار دارد، و پیست اسکی آن سالانه ۵۰۰٬۰۰۰ بازدیدکننده دارد. منطقهٔ اسکی آلتا برای پودر اسکی خود (برف انبوه وسنگین) و امتناع آن از پذیرفتن و دادن اجازه به اسنوبردسواری در آنجا شناخته شده‌است.